# 春日井市立中央台小学校
春日井市立中央台小学校（かすがいしりつ ちゅうおうだいしょうがっこう）は、愛知県春日井市中央台にある公立小学校。

## 概要
高蔵寺ニュータウンにあり、最寄駅はJR中央本線高蔵寺駅。2017年度（平成29年度）の児童数は175人。

## 年表
- 1976年（昭和51年）4月1日 - 開校
- 2015年（平成27年）6月14日 - 創立40周年記念式典